# Igor Frender
Igor Frender właśc. Igor Wojciechowski (ur. 14 października 1974 w Poznaniu) – polski poeta, pisarz, dramaturg, działacz społeczny na rzecz kultury niezależnej, redaktor Zeszytów Poetyckich, wcześniej redagował artzin Na bezdrożach, wicenaszelny Kuźni Literackiej.

## Życiorys
Jest absolwentem Uniwersytetu Śląskiego (w 2000 uzyskał tytuł magistra) oraz Uniwersytetu Medycznego w Łodzi. W 2020 obronił doktorat na wydziale medycznym Uniwersytetu Medycznego im Karola Marcinkowskiego w Poznaniu Prowadzi wykłady i zajęcia na Uniwersytecie Medycznym w Poznaniu, publikuje również rozprawy naukowe.
Debiutował literacko w 1994 w książce: Xerofrenia. Antologia wierszy z tomików wydawanych w obiegu alternatywnym i nie tylko pod redakcją Pawła Dunin-Wąsowicza (Wydawnictwo Lampa i Iskra Boża), publikując swoje wiersze m.in. razem z Mariuszem Grzebalskim, Jackiem Podsiadło i in.
W 2020 wydał pierwszą polską powieść kryminalną z gatunku Giallo pt. Człowiek Jatka.
W 2023 rozpoczął serie wydawnicze Literatura SPP/dramat, tom 1, dramatem Jak obalić człowieka oraz serię poezja, tom 1, książką poetycką Mamy sztorm. Współorganizator literackiego "Festiwalu Literatura do Poznania".
W 2023 w Teatrze Polskim aktorzy Kornelia Trawkowska i Jakub Papuga przeczytali performatywnie jego dramat Jak obalić człowieka.
Razem z Dawidem Jungiem prowadzi przy Stowarzyszeniu Pisarzy Polskich w Poznaniu warsztaty literackie dla grupy młodych twórców w ramach projektu: "Literatura, tej!".
Od stycznia 2023 pełni funkcję sekretarza SPP OW w Poznaniu. Za swoje dotychczasowe osiągnięcia został przez Sergiusza Sterna-Wachowiaka uhonorowany Srebrną Odznaką "Za Zasługi dla Stowarzyszenia Pisarzy Polskich".
Jego poezja została przetłumaczona na język ukraiński przez Bogdanę Buczkowską i znalazła się w antologii Хто вам дозволив так чудово жити (Biblioteka Przekładów z Literatury Europejskiej 2023).
Od 2024 jest członkiem stałym Kapituły Nagrody Anny Piskurz.
Jest członkiem Stowarzyszenia Unia Literacka.

## Twórczość

### Powieści
- Rozwidlenie (Bractwo Trojka, Poznań 2015)[15]
- Człowiek Jatka (Wydawnictwo CM, Warszawa 2018. Ebook i audiobook, Lind & Co, Warszawa 2018, ISBN 9788366022638)[16]
- Mordercza proteza (Wydawnictwo CM, Warszawa 2020. Ebook i audiobook Lind & Co, Warszawa 2022, ISBN 9788366704169)[17]
- Upiór w masce (Wydawnictwo CM, Warszawa 2022)[18]

### Książki poetyckie
- Wierszydło (Bractwo Trojka, Poznań 2015)[19]
- Idziemu, jest stromo (wydawnictwo FONT pod patronatem SPP Poznań 2022, ISBN 978-83-66183-31-5)[20]
- Mamy sztorm (wydawnictwo Literatura SPP/poezja, tom 1)

### Dramat
- Jak obalić człowieka (wydawnictwo Literatura SPP/dramat, tom 1)[21]
- Jak wskrzesić człowieka (wydawnictwo Literatura SPP/dramat, tom 2)
- Stosunek nietowarzyski – dwie akcje teatralne (wydawnictwo Literatura SPP/dramat, tom 13)[22]

### Słuchowiska
- Jak obalić człowieka (na podstawie dramatu), obsada: Krzysztof Szczepaniak, Adam Bauman[23]
- Idiolatria[24]
- Zabójcza proteza (obsada: Waldemar Barwiński – Medium, Kamil Pruban – Kapitan, Monika Chrzanowska – Alicja, Michał Klawiter – Sierżant, Ewa Jakubowicz – Modelka, realizacja: Stowarzyszenie Pisarzy Polskich, Oddział Wielkopolski w Poznaniu & Studio DFM w Warszawie)[25]